# National Museum of Australia
 (mars 2008).
Si vous disposez d'ouvrages ou d'articles de référence ou si vous connaissez des sites web de qualité traitant du thème abordé ici, merci de compléter l'article en donnant les références utiles à sa vérifiabilité et en les liant à la section « Notes et références ».
Pour les articles homonymes, voir NMA.

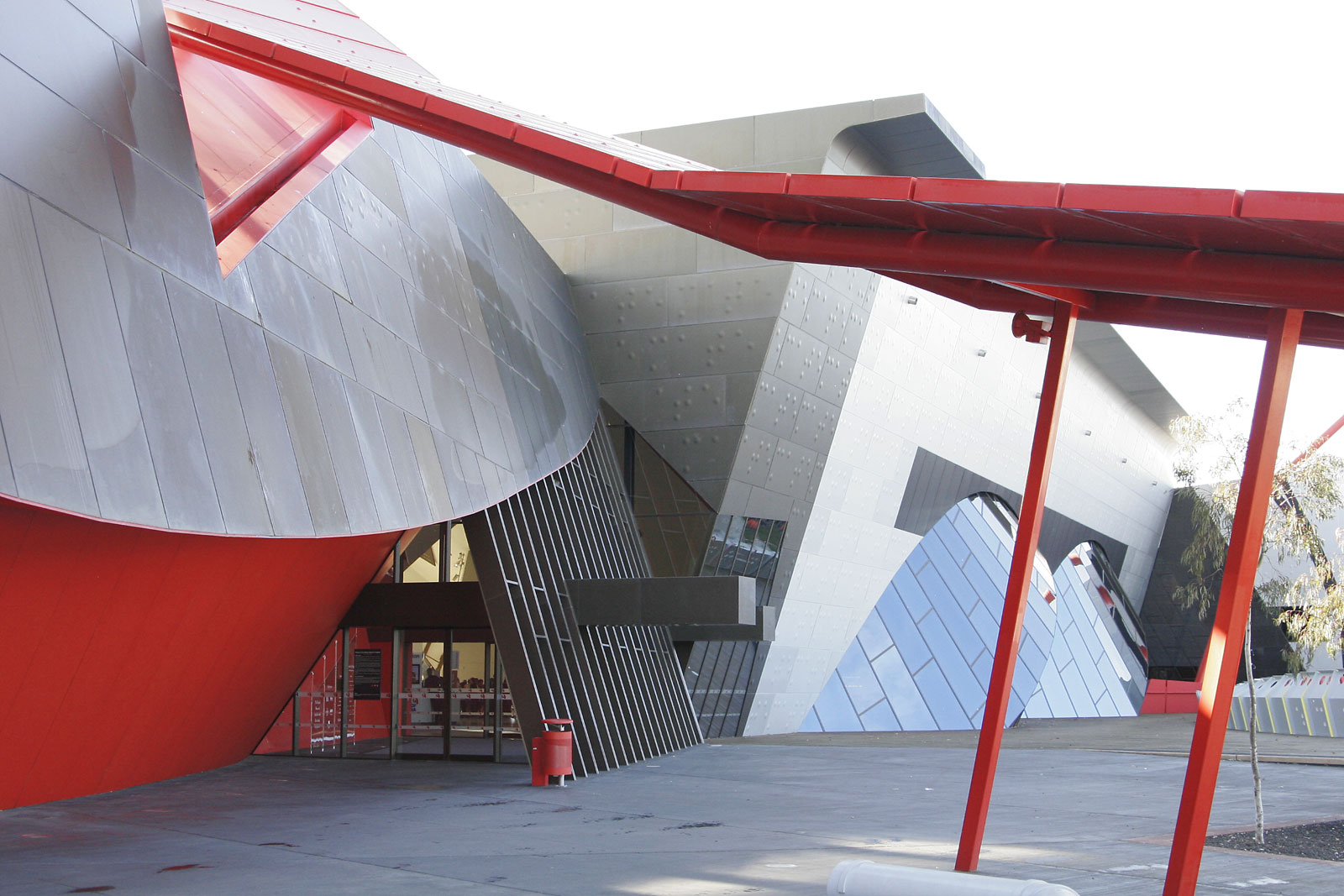
L'entrée du National Museum of Australia.

Le National Museum of Australia fut créé par le National Museum of Australia Act 1980. Il n'eut pas de bâtiment permanent pour l'accueillir jusqu'en mars 2001, quand il fut officiellement inauguré à Canberra en Australie. Le Musée National se charge de conserver et expliquer l'histoire sociale de l'Australie, d'explorer les principaux enjeux, personnes et événements qui ont façonné la construction de la nation.
Le musée retrace l'histoire de 50 000 ans de présence aborigène, de l'arrivée des Européens depuis 1788 et des événements clés qui ont suivi comme les étapes de la création de la fédération australienne ou les Jeux olympiques de Sydney 2000. Le musée dispose de la plus grande collection de peintures sur écorce et d'outils de pierre aborigènes,, du cœur du célèbre cheval de course Phar Lap et du prototype de la première voiture Holden.
Le musée organise également des expositions fixes ou itinérantes sur des sujets variés allant des bushrangers au surf lifesaving. La bibliothèque du musée publie un large éventail de livres, de catalogues et de revues. Le Centre de recherches historiques fait une approche pluridisciplinaire de l'histoire, permettant au musée d'être un forum animé pour les idées et le débat sur l'Australie passée, présente et à venir.
Il a été entre 2003 et 2007 le site touristique le plus visité d'Australie.
Le musée est situé sur la presqu'île Acton dans le quartier d'Acton à proximité de l'université nationale australienne à l'emplacement de l'ancien hôpital de Canberra.

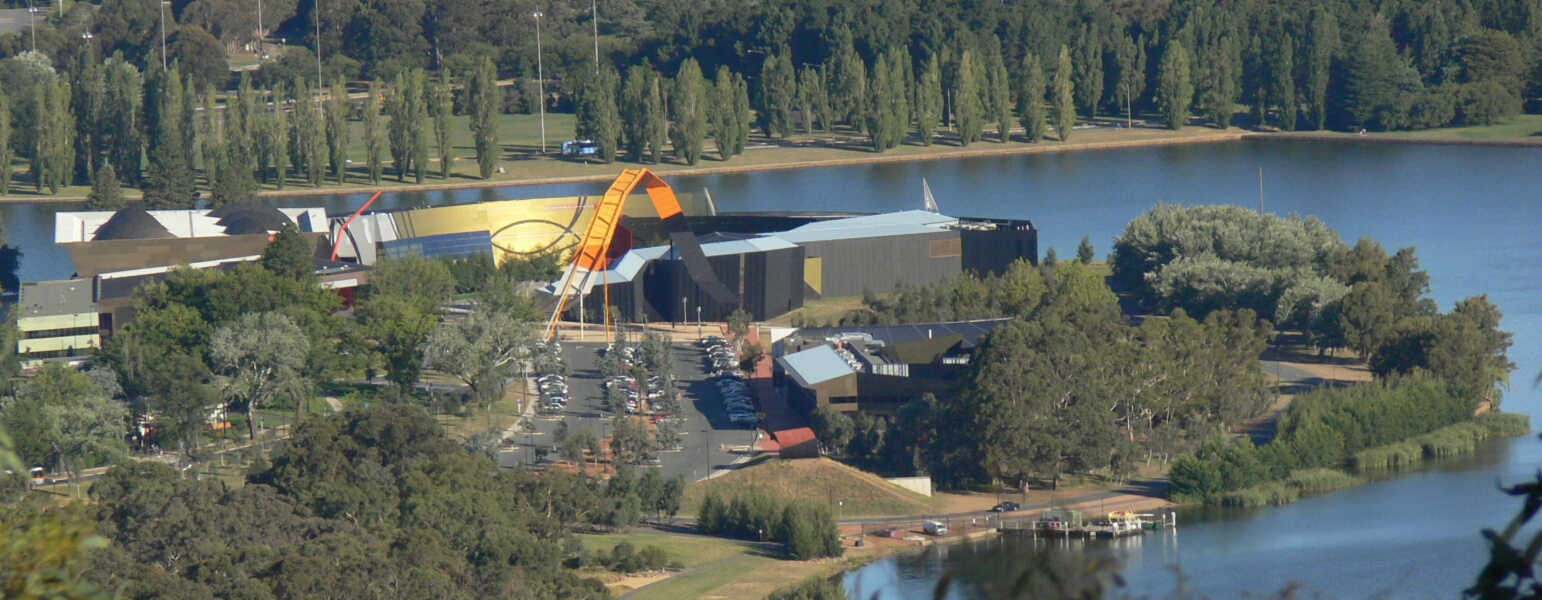
Le Museum et le lac Burley Griffin vus de la Montagne noire.